# پیش‌نگری

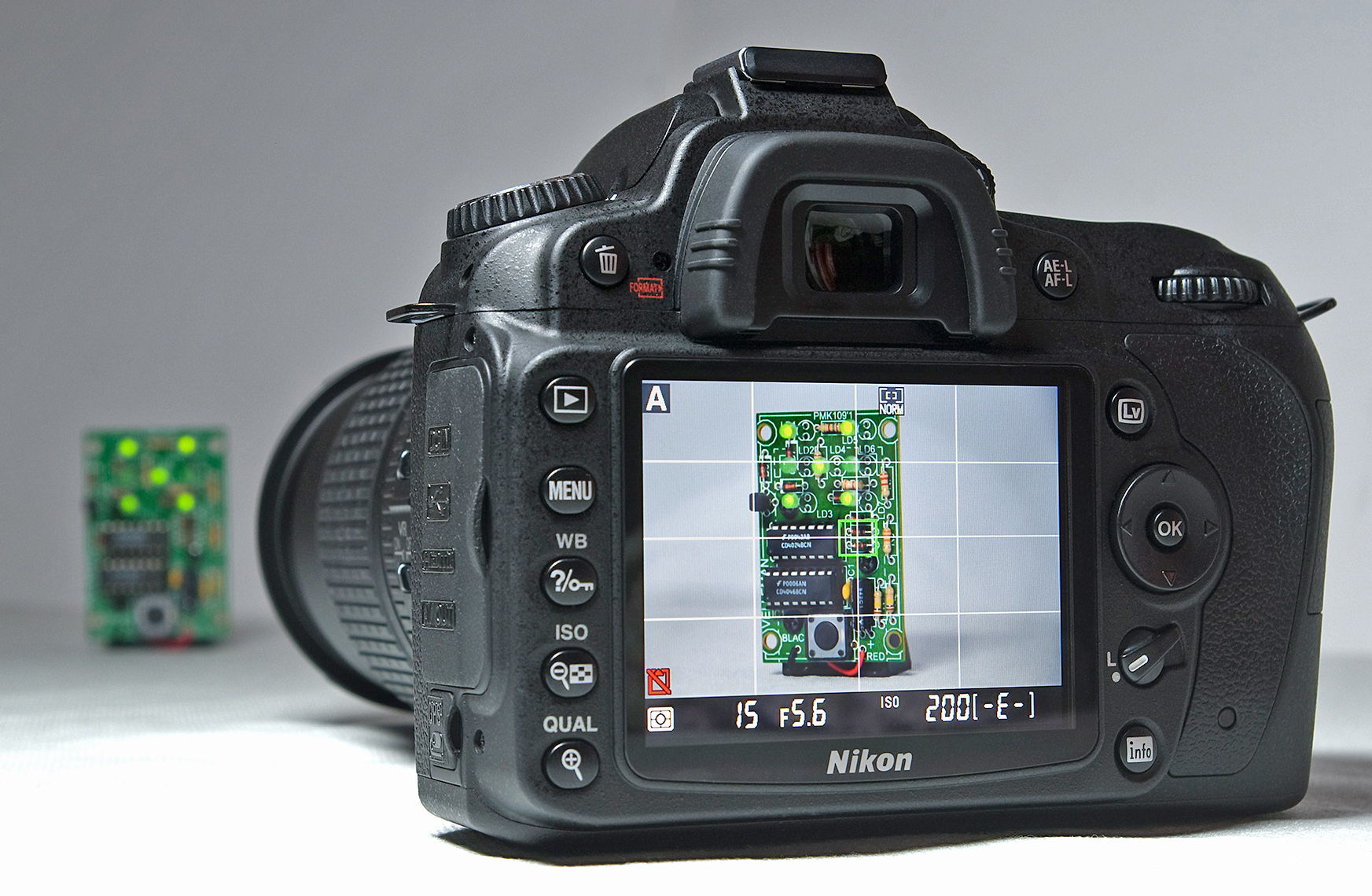
دوربین نیکون دی۹۰ در حالت پیش‌نگری

پیش نگری در عکاسی به معنی توانایی دیدن عکس پیش از گرفتن عکس است. در واقع اصطلاح پیش نگری به تمامی فرایند حسی و ذهنی آفرینش عکس مربوط می‌شود. مبحث پیش نگری را نخستین بار استاد عکاسی منظره و طبیعت انسل آدامز مطرح نمود و همواره بر تقویت کردن قدرت پیش نگری توسط عکاسان تأکید می‌کرد. آندریاس فی نینگر از آن با عنوان دیدن مانند آنچه دوربین می‌بیند یاد می‌کند.

## چگونگی توانایی پیش نگری
برای پیش نگری نیاز به شناخت و دانستن مطالب متعدد است. از جمله شناخت نور، شناخت لنز، دوربین و امکانات آن، دانستن و آگاهی از گستره پویایی ابزار ثبت تصویر و ... به غیر از مطالبی که عکاس باید بداند برای داشتن توانایی پیش نگری نیاز به تجربه می‌باشد. روشی عملی که توانایی پیش نگری را تکامل می‌بخشد. این مرحله از فرایند خلاقه می‌تواند به کار بسته و آموخته شود؛ فراسوی آن قلمرو دید شخصی و شهود، و چشم خلاقه هر کس می‌تواند بازشناخته و تقویت گردد.
به عنوان مثال زمانی که عکاس با دوربین قطع متوسط عکاسی می‌کند، بدون داشتن شناخت از امکانات دوربین، خصوصیات این قطع و محدودیت‌های آن نمی‌توانید پیش نگری صحیحی داشته باشد. همین مطالب هنگامی که عکاس با دوربین قطع کوچک عکاسی می‌کند هم صادق است. یا زمانی که عکاس با دوربین قطع متوسط و پشتی دیجیتال عکاسی می‌کند به داشتن آگاهی‌هایی نیاز دارد و هنگامی که با پشتی فیلم عکاسی می‌کند به اطلاعات و آگاهی‌های دیگری نیاز دارد.

## پیش نگری در عکاسی با فیلم منفی
با توجه به اینکه هنگامی که عکاس با فیلم منفی عکاسی می‌کند با توجه به اینکه در زمان ظهور و چاپ با فرابند شیمیایی روبروست شناخت این فرایندها، تون‌های ایجادشده، آگاهی از حساسیت فیلم و تأثیر آن بر دانه‌های فیلم و ... برای عکاس لازم است. توجه اینکه عکاس در لحظه پس از گرفتن عکس، مانند عکاسی دیجیتال، نمی‌تواند تصویرش را ببیند؛ لذا پیش نگری از اهمیت بالایی در این نوع از عکاسی‌ها برخوردار است. توانا شدن در این کار زمان می‌خواهد، در صورت امکان با عکسی از موضوع به محل بازگردبد و این دو را با هم مقایسه کنید.

## پیش نگری در عکاسی با اسلاید
در زمان عکاسی با اسلاید با توجه به اینکه اسلاید از انعطاف خیلی کمتری نسبت به فیلم منفی برخوردار است و همانند عکاسی با فیلم منفی امکان دیدن تصویر در لحظه پس از گرفتن عکس نیست؛ لذا اهمیت پیشنگری به مراتب بالاتر از هنگام عکاسی با فیلم منفی است.

## پیش نگری در عکاسی دیجیتال
شاید در نگاه اول به نظر برسد که در عکاسی دیجیتال، با توجه به اینکه هنگام عکاسی در لحظه پس از گرفتن عکس می‌توان تصویر ثبت شده را دید دیگر نیازی به پیش نگری نیست. در صورتی که این نیاز همواره هست به عنوان مثال هنگامی که عکاس باید بتواند عکس نهایی را پس ار کار با نرم‌افزارها هم پیش نگری کند تا زمان عکاسی بتواند عکسی بگیرد که پس از پردازش در نرم‌افزار برابر با پیش نگری و خواسته عکاس باشد. یا مثلاً هنگامی که با دوربین قطع متوسط با کادر مربع عکاسی می‌کند و می‌خواهد آن را به کادر مستطیل تبدیل کند.